# Eyles Irwin
Pour les articles homonymes, voir Irwin.
Eyles Irwin, né à Calcutta en 1751 et mort le 12 août 1817 à Clifton (Bristol), est un poète et écrivain irlandais. 

## Biographie
Fils d'un employé de la Compagnie des Indes orientales, il fait ses études dans une académie privée de Chiswick en Angleterre et rejoint la Compagnie des Indes orientales à titre civil. Il officie alors, dès 1767, à Madras mais, soutien de George Pigot, il est suspendu et emprisonné et suspendu. En 1775, il retourne en Angleterre afin d'exposer son cas au conseil. Sa candidature est acceptée,,. 
En 1778, il épouse Charlotte Brooke, la fille d'Henry Brooke. En 1780, il est réhabilité dans son emploi, En 1792, il est nommé, conjointement avec d'autres, surintendant des affaires de la Compagnie en Chine, poste qu'il occupe jusqu'en 1794. L'année suivante, il fait une ou deux tentatives pour se faire une place au conseil d'administration, mais n'y parvient pas,,.

## Œuvres
- 1787 : Irwin's Voyages,  J. Dodsley, Pall Mall, Londres, 2 vol :
  - A Voyage up the Red Sea on the coast of Arabia and Egypt, and of—A Route through the deserts of Thebais, in the year 1777: with a supplement of A Voyage from Venice to Latichea
  - Route through the desarts of Arabia, By Aleppo, Bagdad, and the Tygris, to Busrah in the years 1780 and 1781. In Letters to a Lady. by Eyles Irwin, Esq. In the service of the Hon(ble) East India Company, Illustrated with Maps and Cuts

### Poésies
- 1771 : St. Thomas's Mount
- 1776 : Bedukah, an Indian pastoral
- 1780 : Eastern Eclogues

#### Élégies
- 1798 : Nilyus, an Elegy on the victory of Admiral Nelson
- 1808 : The Fall of Saragossa

#### Odes
- 1784 : Ode on the death of Ayder Ally
- 1784 : Ode to Robert Brooke
- 1796 : Triumph of innocence, an Ode on the deliverance of Maria Theresa Charlotte
- 1808 : Ode to Iberia
- 1833 : Ode on the acquittal of Hastings[4]

### Épitres
- 1783 : Occasional epistles
- Epistle to Hayley

### Autres
- 1780 : A voyage up the Red Sea
- 1798 : Inquiry into the feasibility of the supposed Expedition of Napoleon Bonaparte to the East
- 1798 : Napoleon Bonaparte in Egypt
- 1799 : The failure of the French Crusade; or the advantages to be derived from the restoration of Egypt to the Turks
- 1802 : The Bedouins, or, Arabs of the desert, opéra comique
- 1814 : Napoleon ; or the Vanity of Human Wishes

,,,